# Eremotylus bulbosus
Eremotylus bulbosus là một loài tò vò trong họ Ichneumonidae.